# Werner von Blumenthal-Suckow
Werner Georg Adam Graf von Blumenthal-Suckow (* 6. März 1815 in Varzin; † 9. März 1883 in Wiesbaden) war Rittergutsbesitzer und Mitglied des Konstituierenden Reichstags des Norddeutschen Bundes.

## Herkunft
Seine Eltern waren der Fideikommissherr Werner Graf von Blumenthal (1773–1844) und dessen Ehefrau Auguste, geborene Gräfin von Podewils (1778–1859).

## Leben
Werner von Blumenthal-Suckow besuchte von 1831 bis 1833 die Ritterakademie in Brandenburg an der Havel und diente von 1835 bis 1840 in der Preußischen Armee. Danach war er Kreisdeputierter und Rittergutsbesitzer auf Jannewitz, Suckow, Lantow, Groß- und Klein-Quesdow und Kerzendorf. Seinen Besitz verkaufte er 1874 an einen Fürsten von Hohenzollern.
Von 1856 bis 1858 und von 1863 bis 1867 war er Mitglied des Preußischen Abgeordnetenhauses. 1867 bis 1870 war er Mitglied des Konstituierenden und des ordentlichen Reichstags des Norddeutschen Bundes und des Zollparlaments für den Wahlkreis Köslin 2 (Bütow, Rummelsburg, Schlawe) und die Konservative Partei.

## Familie
Blumenthal heiratete am 4. November 1840 Mathilde Freiin von Buddenbrock (1819–1848) und nach deren Tod am 24. April 1852 Else von Zastrow (* 1828) aus dem Hause Schönberg. Aus den Ehen gingen folgende Kinder hervor:
- Marie (* 1841) ⚭ 1869 Egon von Patow (1837–1917), preußischer Generalmajor,[4] auf Schloss Zinnitz
- Werner (* 1846), preußischer Kammerherr, Zeremonienmeister und Major a. D. ⚭ 1878 Karoline Freiin Hildprandt von und zu Ottenhausen (* 1858)
- Waldemar (1853–1889), preußischer Leutnant
- Elisabeth (1855–1893) ⚭ 1882 Walther von Esebeck, Herr auf Zelem
- Anna (*/† 1857)
- Gertrud (1863–1887)